# Canoagem nos Jogos Pan-Americanos de 2023 - C-1 1000 m masculino
A competição do C-1 1000 m masculino da canoagem nos Jogos Pan-Americanos de 2023 foi disputada entre 2 e 4 de novembro de 2023 na Lagoa Grande, em San Pedro de la Paz. Um total de 12 canoístas de 11 Comitês Olímpicos Nacionais (CON) participaram do evento.

## Calendário
Horário local (UTC−3).
| Data          | Hora  | Fase          |
| ------------- | ----- | ------------- |
| 2 de novembro | 9:20  | Eliminatórias |
| 2 de novembro | 11:30 | Semifinal     |
| 4 de novembro | 9:25  | Final B       |
| 4 de novembro | 9:35  | Final A       |

## Medalhistas
| Ouro   | CUB José Ramón Pelier  |
| Prata  | BRA Isaquias Queiroz   |
| Bronze | CAN Connor Fitzpatrick |

## Resultados

### Eliminatórias
Os dois primeiros de cada bateria se classificam à Final A e os restantes disputam a semifinal.
Bateria 1
| Pos. | Canoísta          | CON           | Tempo   | Notas |
| ---- | ----------------- | ------------- | ------- | ----- |
| 1    | Isaquias Queiroz  | BRA Brasil    | 3:55.32 | FA    |
| 2    | José Ramón Pelier | CUB Cuba      | 3:55.44 | FA    |
| 3    | Michael Martínez  | CHI Chile     | 4:13.68 | SF    |
| 4    | Rigoberto Camilo  | MEX México    | 4:24.56 | SF    |
| 5    | Sergio Díaz       | COL Colômbia  | 4:26.03 | SF    |
| 6    | Edwar Paredes     | VEN Venezuela | 4:53.99 | SF    |

Bateria 2
| Pos. | Canoísta           | CON                      | Tempo   | Notas |
| ---- | ------------------ | ------------------------ | ------- | ----- |
| 1    | Connor Fitzpatrick | CAN Canadá               | 4:06.66 | FA    |
| 2    | Jonathan Grady     | USA Estados Unidos       | 4:09.12 | FA    |
| 3    | Elvis Reyes        | CUB Cuba                 | 4:10.33 | SF    |
| 4    | Joaquín Lukac      | ARG Argentina            | 4:36.52 | SF    |
| 5    | Antonely Viloria   | DOM República Dominicana | 4:39.78 | SF    |
| 6    | Colin Portocarrero | PER Peru                 | 4:51.97 | SF    |

### Semifinal
Os quatro primeiros se classificam à Final A e os restantes disputam a Final B (fora da chance por medalhas).
| Pos. | Canoísta           | CON                      | Tempo   | Notas |
| ---- | ------------------ | ------------------------ | ------- | ----- |
| 1    | Sergio Díaz        | COL Colômbia             | 4:03.80 | FA    |
| 2    | Michael Martínez   | CHI Chile                | 4:04.00 | FA    |
| 3    | Edwar Paredes      | VEN Venezuela            | 4:06.88 | FA    |
| 4    | Rigoberto Camilo   | MEX México               | 4:07.38 | FA    |
| 5    | Elvis Reyes        | CUB Cuba                 | 4:15.10 | FB    |
| 6    | Antonely Viloria   | DOM República Dominicana | 4:33.32 | FB    |
| 7    | Joaquín Lukac      | ARG Argentina            | 4:34.52 | FB    |
| 8    | Colin Portocarrero | PER Peru                 | 5:06.44 | FB    |

### Finais
As finais definem as posições de todos os canoístas. Na Final A são decididos os medalhistas.
Final B
| Pos. | Canoísta           | CON                      | Tempo   | Notas |
| ---- | ------------------ | ------------------------ | ------- | ----- |
| 9    | Elvis Reyes        | CUB Cuba                 | 4:14.04 |       |
| 10   | Antonely Viloria   | DOM República Dominicana | 4:29.87 |       |
| 11   | Colin Portocarrero | PER Peru                 | 4:45.60 |       |
| 12   | Joaquín Lukac      | ARG Argentina            | 5:01.91 |       |

Final A
| Pos.              | Canoísta           | CON                | Tempo   | Notas |
| ----------------- | ------------------ | ------------------ | ------- | ----- |
| Medalha de ouro   | José Ramón Pelier  | CUB Cuba           | 3:48.69 |       |
| Medalha de prata  | Isaquias Queiroz   | BRA Brasil         | 3:54.05 |       |
| Medalha de bronze | Connor Fitzpatrick | CAN Canadá         | 3:55.13 |       |
| 4                 | Michael Martínez   | CHI Chile          | 3:59.43 |       |
| 5                 | Rigoberto Camilo   | MEX México         | 4:00.10 |       |
| 6                 | Sergio Díaz        | COL Colômbia       | 4:00.12 |       |
| 7                 | Edwar Paredes      | VEN Venezuela      | 4:03.54 |       |
| 8                 | Jonathan Grady     | USA Estados Unidos | 4:16.64 |       |